# Charles and the White Trash European Blues Connection
Albums de Arno sous le pseudonyme de Charles
Charles et les Lulus
(1991)
Charles and the White Trash European Blues Connection est un album de 1998 issu d'un projet parallèle d'Arno, en marge de sa carrière solo.

## L'album
Arno réédite sur cet album l'expérience Charles et les Lulus. Il reprend son deuxième prénom comme nom d'artiste pour produire un second album de blues déjanté.

L'album a été enregistré en un après-midi (le 2 avril 1998) et comporte de nouveaux titres ainsi que des reprises de titres classiques ou méconnus.

## Les musiciens
Arno Hintjens : voix, harmonica

Geoffrey Burton : guitare

Alan Gevaert : basse

Herman Cambré : batterie

## Les titres
| No  | Titre                 | Durée |
| --- | --------------------- | ----- |
| 1.  | Death of a Clown      | 3:39  |
| 2.  | It's My Birthday      | 4:30  |
| 3.  | Commit a Crime        | 4:05  |
| 4.  | No Job No Rock        | 4:05  |
| 5.  | Cry Like a Man        | 3:04  |
| 6.  | Goldfish              | 2:53  |
| 7.  | See-line Woman        | 4:33  |
| 8.  | You Got to Move       | 3:15  |
| 9.  | What's in Your Head ? | 2:38  |
| 10. | Americans             | 3:21  |

## Informations sur le contenu de l'album
- Death of a Clown est une reprise des Kinks (single de 1967).
- Commit a crime est une reprise de Howlin' Wolf parue en 1958 sous le titre I'm Leaving You (Commit a Crime).
- See-line Woman est une reprise de Nina Simone (1964).
- You Got to Move est une reprise de Mississippi Fred McDowell (1964) popularisée par les Rolling Stones sur leur album Sticky Fingers (1971).